# Bertram Müller

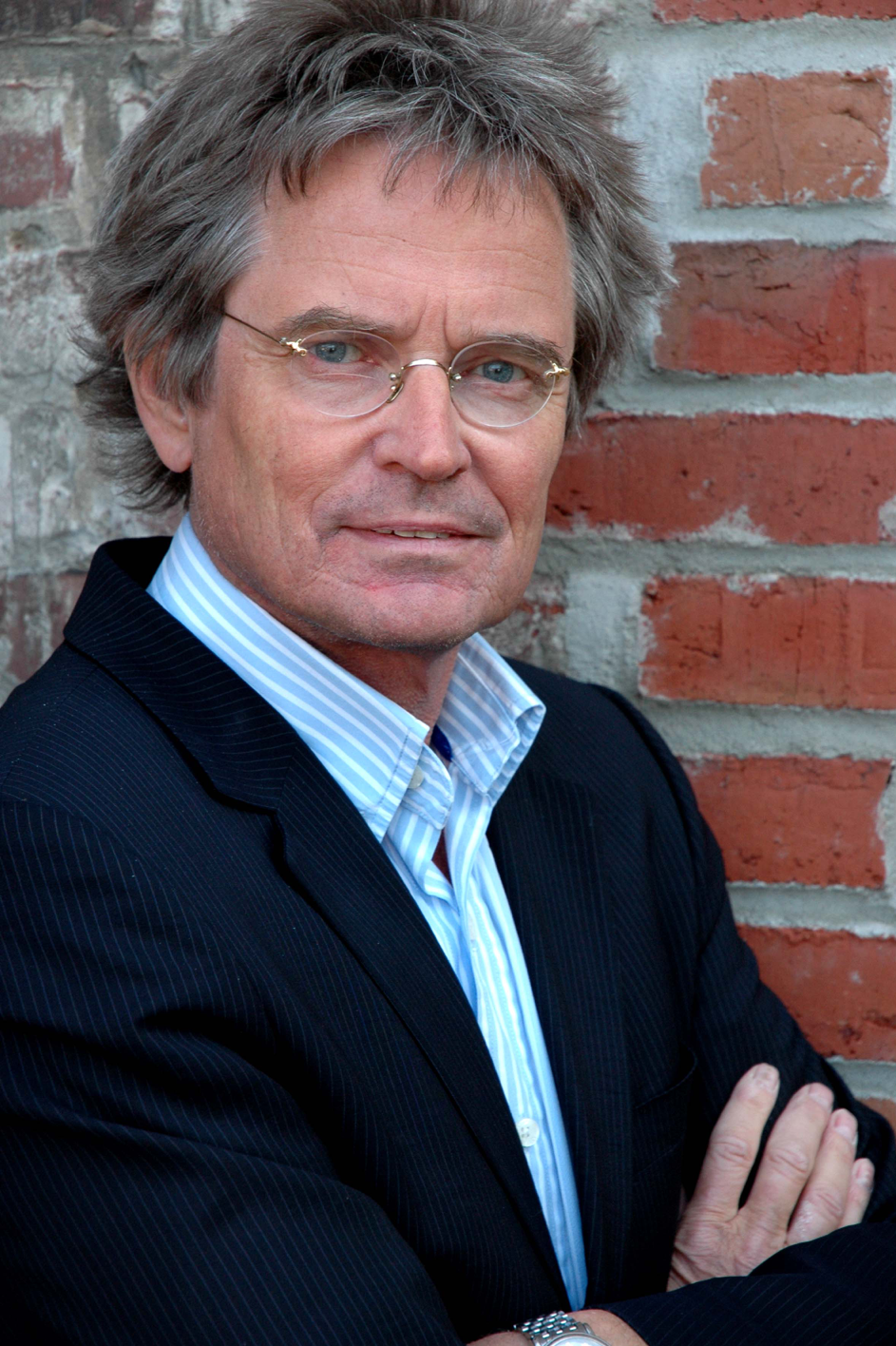
Bertram Müller, 2018

Bertram Müller (* 29. Juni 1946 in Göppingen), Gründungsvorstand und Intendant (1977–2013) des Tanzhaus NRW sowie Gründungsvorstand der Deutschen Vereinigung für Gestalttherapie (DVG) und Erster Präsident des European Dancehouse Network (EDN).

## Leben
Bertram Müller wuchs als Sohn von Eva Müller, geb. Kruppa, und des evangelischen Theologen Eberhard Müller, dem Gründer der ersten Evangelischen Akademie in Bad Boll und Mitinitiator des Deutschen Evangelischen Kirchentages, als achtes von zehn Kindern auf.
Müller studierte ab 1967 zunächst Theologie in Berlin und ab 1968 in Heidelberg. Angeregt durch eine erste Begegnung mit der Gestalttherapie bei einem  Aufenthalt in den USA (New York und San Francisco) begann er nach Abschluss seines Theologiestudiums 1973 ein Psychologiestudium in Bonn und wurde in der Folge einer der ersten Vertreter der Gestalttherapie Deutschlands. Auf Grund seiner Reise in die USA gründete er erste Workshops für Gestalttherapie in Deutschland. In Bonn war er Mitbegründer des Gestalt-Instituts Rheinland e. V. (GIR). In Düsseldorf gründete er gemeinsam mit seiner Ehefrau das staatlich anerkannte Institut für Gestalttherapie Düsseldorf (IfG) sowie mit weiteren Pionieren der Gestalttherapie die Deutsche Vereinigung für Gestalttherapie (DVG), deren stellvertretender Vorsitzender er für viele Jahre war.
Müller wurde 1975 in Düsseldorf-Grafenberg Vikar. Nach seinem Zweiten Staatsexamen in Theologie trat er nicht in den Kirchendienst ein, sondern widmete sich noch während seines Psychologiestudiums zunehmend der künstlerischen, pädagogischen und organisatorischen Konzeptionierung und Leitung des Trägervereins „Die Werkstatt für Tanz, Theater, Musik und Gestaltung e. V.“, die später mit einer Fokussierung auf die Kunstform Tanz in das 1998 gegründete „Tanzhaus NRW“ mündete. Bertram Müller beendete seine Tätigkeit als Intendant des Tanzhauses NRW Ende des Jahres 2013 und ist heute als psychologischer Psychotherapeut in eigener Praxis, als Ausbilder für Gestalttherapie im In- und Ausland und als Dozent in der Initiative „Zur Psychologie des künstlerischen Schaffens“ an der Folkwang Universität der Künste tätig. Müller lebt mit seiner Frau, der Psychotherapeutin, Dozentin und Autorin Johanna Müller-Ebert in Düsseldorf.

## Wirken im Bereich Tanz
Die Tätigkeit von Bertram Müller als Gründungsvorstand und gesamtverantwortlicher Leiter des gemeinnützigen Kulturzentrums „Die Werkstatt für Tanz, Theater, Musik und Gestaltung e. V.“ (ab 1978) und als Intendant des tanzhaus nrw e.V. Düsseldorf (von 1998 bis 2013) umfasste insgesamt 35 Jahre. Ende des Jahres 1977 initiierte er aus den Überresten der sogenannten ‚Ur-Werkstatt‘ die Gründung des Kulturvereins „Die Werkstatt für Tanz, Theater, Werken und Gestalten e. V.“ auf der Grafenberger Allee in Düsseldorf, mit dem Ziel, „neue Formen der Kulturarbeit, ein künstlerisch und pädagogisch hochwertes Angebot für Kinder und Erwachsene aus allen sozialen und kulturellen Gruppierungen zu entwickeln und Künstlern unterschiedlichster Nationalität durch Austausch und Zusammenarbeit zu fördern“.
Gemeinsam mit dem Autor Nicolaus Einhorn als Projektleiter gründete Bertram Müller im Jahr 1978 das „Forum für internationale Poesie“, in dem regelmäßige Autorenlesungen unter anderem mit Allen Ginsberg, Anne Waldmann, Ernst Jandl und Oskar Pastior stattfanden. 1979 organisierten Müller und sein ehrenamtlich tätiges Team das erste Werkstatt-Sommer-Festival. Zu diesem Zeitpunkt wurden bereits 60 wöchentliche Kurse sowie zehn Workshops pro Monat durchgeführt. Bereits in diesem Jahr wurde diese Kulturinitiative mit dem ‚Ersten Allgemeinen Kulturpreis der Stadt Essen‘ „für eine wirkungsvolle Kommunikation zwischen Berufskunst und dem künstlerischen Laienelement“ ausgezeichnet. Nach einem kurzfristig anberaumten Abriss des Werkstattgebäudes in der Grafenberger Allee im Jahr 1980 und drohendem Ende der neu geschaffenen Kultureinrichtung konnte Bertram Müller die Neueröffnung im Jahr 1982 auf der Börnestraße 10 durchsetzen. In der Presse wurde Die Werk-statt e. V. als „Mekka der Kultur abseits von Opernhaus und Museen“ bezeichnet.
Bertram Müller initiierte 1984 die Gründung des Jungen Theaters in der Altstadt (JuTA) mit dem US-amerikanischen Regisseur Ernest Martin als künstlerischem Leiter und Bernd Lohmann als Betriebsleiter. Um eine zeitgemäße Ausbildung von professionellen zeitgenössischen Künstlern in der Werkstatt zu verankern, gründete er im Jahr 1986 er in Kooperation mit dem Düsseldorfer Schauspielhaus die Rheinische Tanz- und Theaterschule (RTT), die 1993 ihre Fortsetzung in dem European Dance Development Center (EDDC), einer Kooperation mit der Tanzabteilung des Institut of the Arts Arnheim unter der Leitung von Aat Hougée (heute ArtEZ University of the Arts, Arnheim) und Mary Fulkerson fand. Die „Düsseldorfer Werkstatt e. V.“ fand europaweit zunehmend Beachtung; zahlreiche internationale Kooperationen entstanden – u. a. fand 1994 in Zusammenarbeit mit der Tanzsektion des European League of Institutes of the Arts (ELIA) die erste Hochschulkonferenz „Dance Education in Europe“ unter seiner Leitung statt.
Nach dreizehn Jahren musste „Die Werkstatt e. V.“ aufgrund der zu klein gewordenen Unterkunft einen neuen Standort suchen. Müller verhandelte 1996 mit der Stadt Düsseldorf einen 60-jährigen Erbbaurechtsvertrag für das ehemalige Straßenbahndepot an der Erkrather Straße im Zentrum von Düsseldorf. Für die Finanzierung des Umbaus der 4000 Quadratmeter großen Fläche akquirierte er die erforderlichen acht Millionen Euro vom Land NRW (zu 80 %), der Stadt Düsseldorf (zu 15 %) und Sponsoren. Als „gesamtverantwortlicher Bauherr“ zusammen mit dem Architekten Jochen Boskamp baute er das baufällige Depot in das erste, ausschließlich für den Tanz gebaute Haus mit acht Studios sowie einer kleinen (100 Plätze) und einer großen Bühne (340 Plätze) sowie einem Bistro (80 Plätze) am Theaterfoyer mit Galerie und Musikbühne um. Im April 1998 wurde die nun zum „tanzhaus nrw“ umbenannte ehemalige Werkstatt e. V. mit einem zweiwöchigen Festival eröffnet und im Jahr 2000 mit der mit dem Prädikat „vorbildliche Bauten in Nordrhein-Westfalen“ ausgezeichnet. Das Angebot umfasste mehr als 200 Kurse und sechs Workshops pro Woche sowie ein fortlaufendes Vorstellungsprogramm mit etwa 180 Vorstellungen und insgesamt 160.000 Besucher pro Jahr.
Darüber hinaus baute Müller Kooperationen, unter anderem mit der Hochschule Arnheim, dem EDDC-Düsseldorf mit einem staatlich anerkannten dreijährigen Ausbildungsprogramm für Tänzer und Choreographen, weitere Trainingsangebote für freischaffende professionelle Tänzer, internationale Austauschprogramme weiter aus. Daraus resultierte schließlich die Fokussierung auf den Bereich Tanz, nachdem die anderen ursprüngliche Bereiche der Werkstatt e. V. bereits in den Jahren zuvor in andere Organisationen u. a. in AKKI (Aktion und Kultur für Kinder e. V.), in JUTA (Junges Theater) sowie ein Teil der Weltmusik-Konzerte in das soziokulturelle Zentrum für Aktion, Kultur und Kommunikation (ZAKK) übergingen.
Zur stärkeren Förderung von freischaffenden Tänzern und Kompanien initiierte Müller mit vierzehn innerstädtischen Kulturpartnern das vom Bund im Rahmen des Tanzplans geförderte Kooperationsprogramm „Take-off – für jungen Tanz“ mit pädagogischen Projekten, Produktionen und jährlich stattfindenden Festivals für junges Publikum sowie das „internationale Dance Art Service“ (iDAS nrw) zur Förderung junger Choreographen aus NRW. Sowohl durch seine Mitwirkung als auch durch seine Funktion als Erster Präsident des Netzwerkes europäischer Tanzhäuser (EDN) baute er in den folgenden Jahren die internationale Aktivität und damit die Fördermöglichkeit (besonders durch EU-Mittel) von freischaffenden Choreographen und Kompanien weiter aus. Im Jahr 2013 feierte das tanzhaus nrw mit Bertram Müller das 35-jähriges Bestehen von Werkstatt und Tanzhaus e. V. Er beendete mit diesem Jubiläum seine Leitungstätigkeit und übergab diese an seine Nachfolgerin Bettina Masuch.
Für sein Lebenswerk wurde ihm im Jahre 2014 der Deutsche Tanzpreis verliehen, in dem das tanzhaus als „internationales Modell der Vermittlung von Tanz als Bühnenkunst und Lebensform“ bezeichnet wird.

## Weitere Tätigkeitsfelder im Bereich Tanz
Über die Tätigkeit als Intendant des tanzhaus nrw hinaus war Bertram Müller in den Jahren 1993 bis 1996 Sachverständiger für Tanz bei der Europäischen Kommission, Gründungsmitglied des European League of Institutes of the Arts (ELIA) / Dance Sektion, Mitbegründer des European Dance Development Center (EDDC) Arnheim / Düsseldorf. Als Mitbegründer und geschäftsführender Präsident der World Dance Alliance (WDA-Europa) baute Müller ab 1998 die internationalen Kontakte insbesondere zu Japan, Korea und China weiter aus und führte in Düsseldorf im Jahr 2002 das ‚Millennium Festival‘ der WDA-Europa unter Betei-ligung von 36 Tanzkompanien und -fachleuten aus aller Welt durch.
Ab dem Jahr 2004 war er Mitinitiator mehrerer EU-geförderter, länderübergreifender Kooperationsprojekte zur Förderung von freischaffenden Tänzern aus Europa (u. a. IDEE, Modul Dance, Tryangle und Temps d’Image), sowie verantwortlicher Projektleiter internationaler Produktions- und Austauschprojekte (z. B. Chin-A-Moves, Kore-A-Moves und Fresh-Tracks Europe). Seit 1994 wirkte Bertram Müller als Experte bzw. Jurymitglied für den Bereich Tanz – unter anderem in Berlin für das Kulturministerium NRW, für den Deutschen Theaterpreis, Der Faust, als Mitglied der Gründungsjury der „Korea International Modern Dance Competition“ sowie von 2013 bis 2015 Mitglied in der Gründungsjury des Schweizer Tanz- und Choreographiepreises. Müller ist darüber hinaus langjähriges Vorstandsmitglied des Dachverbands Tanz Deutschland (DTD) sowie des NRW Landesbüro Tanz e. V. / internationale Tanzmesse und seit 2014 Mitglied des Beirats des Düsseldorf Festival.

## Auszeichnungen
- 1991: Verleihung des französischen Ordens „Chevalier des Arts et des Lettres“ durch den französischen Kulturminister Jack Lang[8]
- 2014: Verleihung des Deutschen Tanzpreises[9]

## Aufsätze
- Müller, Bertram (1985): Das bittersüße Leben freier Kulturarbeit, 1985, S. 101–112.
- Müller, Bertram (1988): Zur Theorie der Diagnostik narzisstischer Erlebens- und Verhaltensstrukturen. In: Gestalttherapie 2/1988, S. 27–58.
- Müller, Bertram (1988): Drei Schwestern aus demselben Garten - Gestalttherapie, Gestaltberatung und Gestaltpädagogik. In Gestalttherapie 1988, 2/1, S. 57–63.
- Müller, Bertram (1989): Diagnosi di Struttura Narcistico Di Vissuto e Di Comportamento. In: Quaderni di Gestalt.
- Müller, Bertram (1993): Isadora Froms Beitrag zur Theorie und Praxis der Gestalttherapie. In: Gestalttherapie; Zeitschrift der Deutschen Vereinigung für Gestalttherapie, 2/1993.english: (1995): Isadore From's contribution to the theory and practice of Gestalt therapy. In: British Gestalt Journal 1995, Vol. 4, no. 2, S. 121–128.
- Müller, Bertram (1994): Die Bedeutung der Lehrtherapie in der Gestalttherapie.
- Müller, Bertram / Müller-Ebert, Johanna (1994). In: Lehrjahre der Seele. Lehranalyse, Selbsterfahrung, Eigentherapie in den psychotherapeutischen Schulen. S. 223–256.
- Müller, Bertram (1996): The Crisis of Meaning - A Challenge to Dance the Dance arts in an Age of religious and ideological collapse. In: Interelia, 1996/I, S. 43–48.
- Müller, Bertram (1997): Wurzeln und Visionen - Was macht die Gestalttherapie zu einem gültigen Therapie-Verfahren des 21. Jahrhunderts? In: Gestalttherapie 2/1997.
- Müller, Bertram (1997): The total therapeutic Context - The Craft of Gestalt therapy: Theory and Practice. In: Gestalt Review, New Jersey, 1997, S. 94–110.
- Müller, Bertram (1998): Das Konzept des Willens bei Otto Rank. In: Psychosozial 73 (1998) III, S. 115–133.
- Müller, Bertram (1999). Die therapeutische Gesamtsituation - Therapeutisches und Methodisches Handwerk der Gestalttherapie. Göttingen, S. 647–673.
- Müller, Bertram (1999): Ein kategorisches Modell gestalttherapeutischer Diagnostik. In: Handbuch der Gestalttherapie, Göttingen, S. 647–673.
- Kessel, Martina / Müller, Bertram / Kosubek, Tanja / Barz, Heiner (Hrsg.) (2011): Aufwachsen mit Tanz. Erfahrungen aus Praxis, Schule und Forschung. Beltz Verlag, Weinheim und Basel.
- Müller, Bertram (2003): The Influence of Otto Rank's Concept of Creative Will on Gestalt therapy, S. 129–141, Springer, Wien.
- Müller, Bertram (2004): Der Wille in der Gestalttherapie. Das Konzept des Willens bei Otto Rank. Petzold, H.G.; Sieper, J., Göttingen.
- Müller, Bertram (2006): Otto Ranks schöpferischer Wille und sein Einfluss auf die Gestalttherapie. In: Die Kunst der Gestalttherapie, Amendt-Lyon, Nancy; Spagnuolo Lobb, Margherita. S. 129 – 145, Wien.
- Müller, Bertram (2007): Norma y Creatividad, dialectica entre estandare e innovaciones. In: Se Homogeneiza La Danca? Barcelona.
- Schwarz, Daniela / Müller, Bertram und Kevan, Nadia (2016): Zur Psychologie des künstlerischen Schaffens und Lehrens – Der Beitrag der angewandten Psychologie zur Entwicklung der künstlerischen Identität im Rahmen der künstlerischen und pädagogischen Ausbildung. In: Spelsberg-Papazoglou, Karoline (Hrsg.): Einsichten und Aussichten. Reihe Gender 360°, Bd. 2. Berlin: Lit Verlag, S. 91–111.